# 场所请负制
场所请负制（日语：／）是日本江户时代松前藩实行的一种家臣知行形式，它源于商场（场所）知行制，是蝦夷地特有的流通制度。

## 背景
江户时代的农业技术在寒冷地区种植稻米是困难的，统治蝦夷地的松前藩由于地势原因，难以期望获得米的收成。因此，在松前藩，藩主给予家臣的俸禄并不是基于石高的地方知行，而是通过所谓的商场（場所）知行制建立主从关系。该制度是在藏入地以外的蝦夷地及和人地设立相当于给地的渔场和与阿伊努人进行交易的商场（場所），并将这些交易权作为知行分配给家臣。
在和人地的给地中，家臣们拥有向渔民征收现物税的权利，这与地方知行的形式几乎相同，但和人地的大部分地区实际上是松前藩的藏入地，因此大部分家臣的给地位于蝦夷地。此外，即使在这些给地内，采金、猎鹰、鲑鱼和鳟鱼的捕捞、伐木等权利全部归藩主所有。知行主仅被允许每年自掏腰包租船进行交易。
在这样的背景下，拥有丰富资本的近江商人等开始在松前设立店铺，进行实质性进军。持有知行的家臣们不得不向商人借取交易所需的物资和生活费用，从而参与交易，并将从交易中获得的商品交给商人以偿还债务。然而，随着蝦夷地交易的复杂化，家臣们逐渐无法承担资本和技术的负担，债务不断累积，交易权本身开始以“場所請負人”的名义由商人代理，知行主则获得固定的运上金。这就是場所請負制度的形成。

## 历史
当时的北海道、萨哈林及北方领土的行政大致按照知行地（場所）进行地域区分，并在本州以南的基础上施行了乡村制。关于知行地的文献中，除了使用“場所”外，也出现了“領”的表述。場所請負人代表知行主行使行政权。此外，阿伊努人得到百姓身份。在阿伊努人居住地，老弱病残和儿童会得到药品和救济米的供给（照顾），当地的有力者被任命为役蝦夷（如惣乙名、乙名、脇乙名、惣小使、小使、土産取等职务）。役蝦夷负责将藩或幕府的法规传达给平蝦夷（居民），并调查居民，制作宗门人别改账（江户时代日本的人口统计），收取作为年贡米替代品的兽皮等当地特产，掌握劳动力并动员进行夫役（如会所、运上屋和番屋等杂役）。
此外，阿伊努的渔捕存在多种形式，包括雇佣渔场劳动和自营（阿伊努的自营业）。当时，在和人社会中，小作农、丁稚奉公和住家女佣等年期奉公是非常普遍的现象，生活并不轻松。
在松前藩统治时期，禁止使用和语和和装，但在奉行的统治下，这些禁令被解除并受到推荐（和风化政策）。如果穿着和装，会获得衣物和鬓发油等的奖励。和风化主要在役蝦夷中进行，但对平蝦夷的普及并不多。和风化的普及率存在地区差异，负责場所经营的和人官员中，有些地区并不积极推动和风化，甚至有些地方是半强迫地进行的。此外，自第二次幕领时期以来，为了对抗蝦夷地流行的天花，对居民进行了种痘等防疫措施。